# Broc Parkes

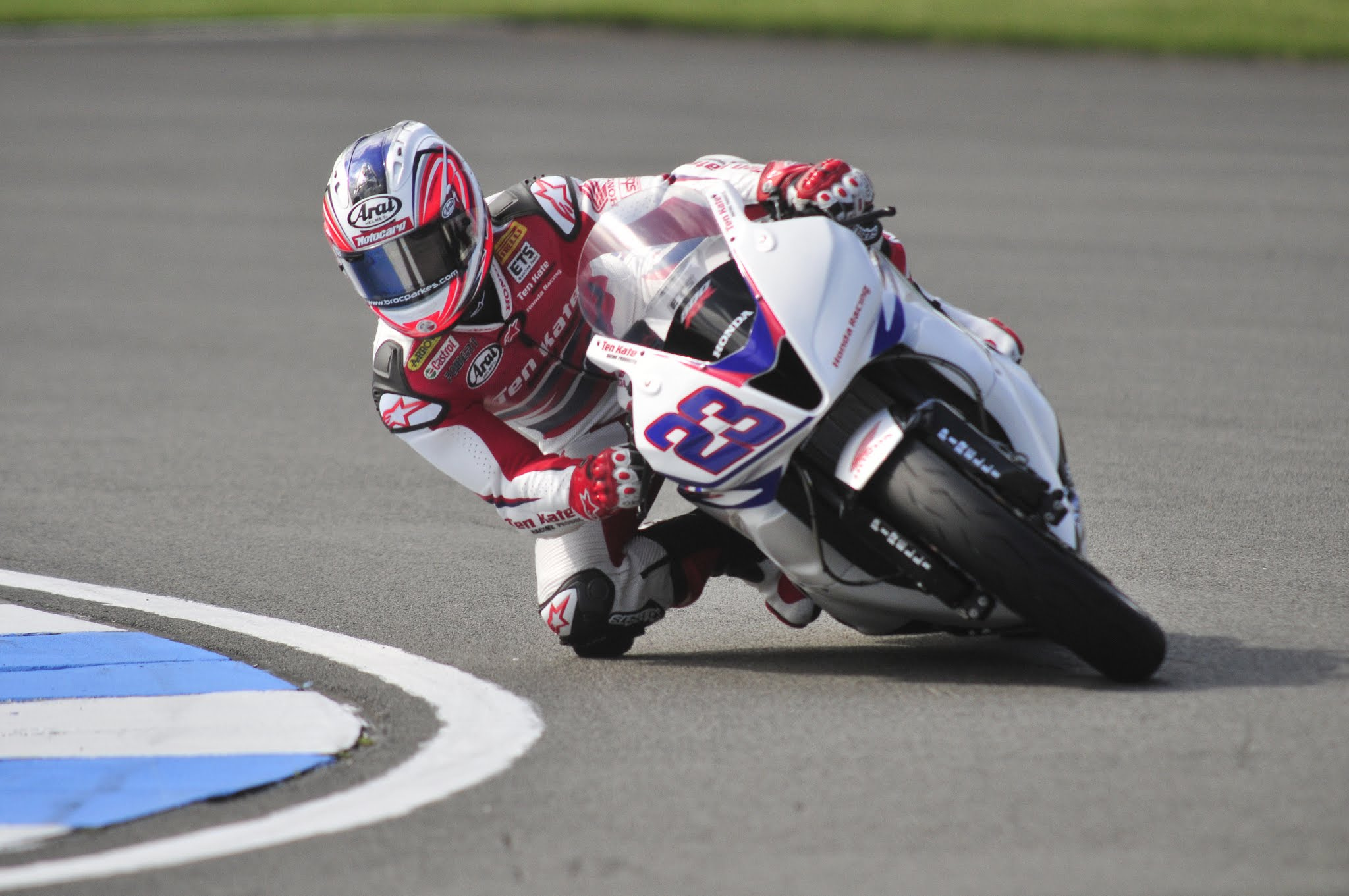
Broc Parkes på Doningtonbanan 2012.

Broc Parkes, född 24 december 1981 i Hunter Valley, Australien, är en australisk roadracingförare. Han körde 2014 i MotoGP för Paul Bird Motorsport på en PBM-Aprilia.

## Roadracingkarriär
Parkes tävlade som wildcard i 125GP i Australien Roadracing-VM 1999, men bytte senare till fyrtaktsracing, och han körde både Superbike-VM 2001 och Superbike-VM 2002 för NCR Ducati innan han bytte ned sig till Supersport och Ten Kate Honda. För dem blev han tvåa i VM säsongen 2004, innan han bytte team till Yamaha inför Supersport-VM 2005. Ett antal stabila säsonger följde, med ett VM-silver i Supersport-VM 2007 som bästa resultat. En ny satsning på Superbike-VM 2009 gav inget resultat och efter att återgått till Supersport och blivit fyra 2011 och femma 2012 körde han hemma i Australien 2013. Till Roadracing-VM 2014 fick han möjligheten att köra MotoGP för Paul Bird Motorsport på en PBM-Aprilia och slutade på 23:e plats med 9 poäng. PBM lämnade MotoGP efter säsongen 2014 och Parkes körde istället British Superbike 2015. Han gjorde ett inhopp i MotoGP 2015.

## Supersport

### Segrar
| Nr | Bana         | År   |
| -- | ------------ | ---- |
| 1  | Magny-Cours  | 2005 |
| 2  | Silverstone  | 2006 |
| 3  | Brands Hatch | 2007 |
| 4  | Lausitzring  | 2007 |
| 5  | Losail       | 2008 |
| 6  | Misano       | 2011 |